# Alexis Rubalcaba
Alexis Rubalcaba Polledo (9 de septiembre de 1972) es un Boxeador retirado cubano, representó a su país en la categoría de los pesos pesados en las Olimpiadas de 1996 y de 2000. Su mayor éxito lo obtuvo ganando la medalla de oro en los Juegos Panamericanos de 1999 celebrados en Winnipeg, Canadá. En 1997 obtuvo la medalla de plata en el Campeonato del Mundo Amateur celebrado en Budapest, Hungría.